# Resolució 783 del Consell de Seguretat de les Nacions Unides
La Resolució 783 del Consell de Seguretat de les Nacions Unides fou adoptada per unanimitat el 13 d'octubre de 1992. Després de recordar les resolucions 668 (1990), 717 (1991), 718 (1991), 728 (1992), 745 (1992) i 766 (1992) i assenyalar un informe del Secretari General Boutros Boutros-Ghali, el Consell va acollir amb beneplàcit els progressos realitzats a Cambodja per l'Autoritat Transitòria de les Nacions Unides a Cambodja (UNTAC) de conformitat amb els Acords de París, tanmateix, va reconèixer diverses qüestions de seguretat i economia que enfronta la UNTAC.
Després de donar la benvinguda als esforços realitzats pels governs de Tailàndia i el Japó, el Representant Especial i el Secretari General per assistir a l'acord polític a Cambodja, el Consell va reafirmar que les eleccions a una assemblea constituent no tindran lloc a partir de maig de 1993, segons el calendari. Tot i que la resolució va encomanar la Funcinpec, a l'Estat de Cambodja i al Front d'Alliberament Nacional del Poble Khmer per a la cooperació amb la UNTAC, va condemnar al Partit de Kamputxea Democràtic pel seu rebuig al compliment de les seves obligacions. El Consell va exigir que el Partit de Kamputxea Democràtic complís immediatament les seves obligacions i implementés la fase II del pla de les Nacions Unides referint-se al cantonment i la desmobilització i permetés a la UNTAC prendre autoritat en àrees sota el control del partit.
A continuació, el Consell va exigir l'observació plena de l'alto el foc, amb totes les parts que cooperaven amb la UNTAC per identificar els mines terrestres i facilitar les investigacions sobre informes de forces estrangeres, assistència i violacions d'alto el foc dins del territori sota el seu control. En tot això, la resolució insta a la protecció de tot el personal de les Nacions Unides.
La resolució 783 va discutir els preparatius per a les eleccions. Va subratllar la necessitat que les eleccions es realitzin en un entorn polític neutral i es demana que es posi de manifest sense demora la utilitat de la transmissió de ràdio de la UNTAC a tot el territori de Cambodja, alhora que anima al Secretari General i al Representant Especial a fer ús de les possibilitats que ofereix el mandat de la UNTAC, que inclou mesures per millorar l'eficàcia de la policia civil en la resolució de problemes creixents relacionats amb el manteniment de la llei i l'ordre. L'establiment de la Ràdio UNTAC va afectar cada vegada més l'estat d'ànim polític del país.
La resolució també va convidar els Estats membres i les institucions financeres a posar a disposició les contribucions que havien anunciat en una conferència a Tòquio, el 22 de juny de 1992, convidant en particular als governs del Japó i Tailàndia en cooperació amb els copresidents i en consulta amb qualsevol altre Govern apropiat, de continuar els seus esforços en un intent de trobar solucions als problemes relatius a l'aplicació dels Acords de París.
Finalment, la resolució 783 exigia al secretari general que informés al Consell de Seguretat el més aviat possible i, a més tard el 15 de novembre de 1992, relatiu a l'aplicació de la resolució actual, tot considerant noves possibilitats per a qualsevol problema continuat.